# Itch
Itch (с англ. — «Зуд») — второй мини-альбом английской альтернативной рок-группы Radiohead, выпущенный 1 июня 1994 года исключительно для японского рынка.

## Об альбоме
Нового материала на альбоме не представлено, но он содержит американскую версию сингла «Stop Whispering», имеющую более медленный темп, чем на студийном альбоме Pablo Honey, и включающую струнные инструменты. Эта же версия доступна и на самом сингле «Stop Whispering», выпущенном 5 октября 1993 года. Второй трек альбома, «Thinking About You», взят с Drill — первого EP группы и характеризуется, напротив, более быстрым темпом, чем на Pablo Honey.
Композиция «Faithless, the Wonder Boy» впервые была выпущена как би-сайд к синглу 1993 года «Anyone Can Play Guitar». Версия «Banana Co.», представленная на EP, — акустическая, она же присутствует на сингле «Pop Is Dead». Её не следует путать со студийной версией данной песни, выпущенной на сингле «Street Spirit (Fade Out)» в 1996 году. Запись была сделана на британской радиостанции Signal 1.
Концертные версии песен «Killer Cars», «You» и «Vegetable» ранее были доступны только на исключительно редком издании «Creep» (12" vinyl). Эти три песни были записаны 30 июня 1993 года в концертном зале Metro (англ. Metro Chicago) в Чикаго. Заключительный трек, «Creep (Acoustic)», присутствует также на EP My Iron Lung; записан в студии радиостанции KROQ-FM (англ. KROQ-FM) в Лос-Анджелесе 13 июня 1993 года.

## Список композиций[2]
1. «Stop Whispering» (US Version) — 4:13
2. «Thinking About You» (Drill Version) — 2:17
3. «Faithless, The Wonder Boy» — 4:09
4. «Banana Co.» (Acoustic) — 2:27
5. «Killer Cars» (Live) — 2:17
6. «Vegetable» (Live) — 3:12
7. «You» (Live) — 3:38
8. «Creep» (Acoustic) — 4:19